# HD 69830 b
HD 69830 b é um planeta extrassolar de massa de uma superterra ou um Neptuno que orbita a estrela HD 69830. Este planeta é 10 vezes mais massivo do que a Terra, fazendo deste o menos massivo do sistema. Este também orbita muito perto da estrela mãe e demora 8²/3 dias para completar a sua órbita à volta da estrela.
Este é provalvelmente um planeta rochoso, e não um planeta gasoso. Se se tivesse formado como um gigante gasoso, poderia ter ficado naquela forma.
Se HD 69830 b for um planeta telúrico, os modelos matemáticos prevêem que o aquecimento de marés poderia produzir um fluxo de calor na superfície de 55 W/m². Isto é 20 vezes o aquecimento de marés que ocorre em Io.
Io é o objecto com maior actividade vulcânica do sistema solar. A tremenda interacção gravitacional de Júpiter cria "marés de rocha sólida", e consequente dissipação do calor causado pela fricção mantêm o núcleo de ferro do satélite em estado líquido. Em HD 69830 b a situação seria ainda mais extrema, ao que se soma a proximidade da sua estrela, pelo que se duvida de que possa manter uma superfície sólida.